# Given Singuluma
Given Singuluma (sinh ngày 19 tháng 7 năm 1986 ở Rufunsa) là một cầu thủ bóng đá người Zambia, hiện tại thi đấu cho Buildcon FC.

## Sự nghiệp
Singuluma khởi đầu sự nghiệp tại National Assembly từ Lusakavà cũng từng thi đấu tại Zanaco của Zambia và đội bóng Nam Phi Bay United trước khi chuyển đến TP Mazembe năm 2009.

## Sự nghiệp quốc tế
Singuluma ra mắt cho Đội tuyển bóng đá quốc gia Zambia năm 2006 và từng đại diện quốc gia tại Cúp bóng đá châu Phi ở 2010 và 2015.
Ngày 18 tháng 1 năm 2015, Singuluma ghi bàn thắng mở màn của Zambia tại Cúp bóng đá châu Phi 2015 trong trận hòa 1–1 với Cộng hòa Dân chủ Congo.